# Estádio Monumental "U"
O Estadio Monumental "U" Marathon é o estádio principal do clube Universitario de Deportes de Lima, Peru. Foi projetado pelo arquiteto uruguaio Walter Lavalleja.
Construído de acordo com o manual de especificações de engenharia da FIFA, tem capacidade total para 80.093 espectadores (58.577 espectadores em suas quatro arquibancadas e mais 21.516 pessoas nos quatro prédios que a circundam).
Foi inaugurado em 2 de julho de 2000, com a vitória de 2 a 0 do Universitario de Deportes sobre o Sporting Cristal. Também é utilizado pela Seleção Peruana de Futebol e é o segundo maior estádio da América do Sul, atrás do Monumental de Núñez, em Buenos Aires, Argentina.
Não foi utilizado na Copa América de 2004 devido a desentendimentos entre o ex-presidente do clube — Alfredo Gonzalez — e os organizadores.
No dia 5 de novembro de 2019, foi escolhido para substituir o Estádio Nacional do Chile, para sediar a primeira final em jogo único da Libertadores da América, entre Flamengo e River Plate, que foi realizado no dia 23 de novembro.

## Complexo social e administração
A sede está localizada nas áreas próximas ao estádio, e diversos esportes como tênis, bocha, squash, basquete, vôlei, futsal, futebol, natação, bilhar, xadrez, ginástica, entre outras atividades podem ser praticados confortavelmente. Dispõe ainda de zona de bar, restaurante, museu, gabinetes administrativos e estacionamentos.

## Eventos internacionais

### Eliminatórias da América do Sul para a Copa do Mundo FIFA
| Data                   | Mandante | Placar | Visitante | Referência |
| ---------------------- | -------- | ------ | --------- | ---------- |
| 14 de novembro de 2001 | Peru     | 1-1    | Bolívia   | [ 17 ]     |
| 16 de novembro de 2003 | Peru     | 1-1    | Brasil    | [ 18 ]     |
| 4 de setembro de 2004  | Peru     | 1-3    | Argentina | [ 19 ]     |
| 13 de outubro de 2007  | Peru     | 0-0    | Paraguai  | [ 20 ]     |
| 18 de novembro de 2007 | Peru     | 1-1    | Brasil    | [ 21 ]     |
| 14 de junho de 2008    | Peru     | 1-1    | Colombia  | [ 22 ]     |
| 6 de setembro de 2008  | Peru     | 1-0    | Venezuela | [ 23 ]     |
| 10 de setembro de 2008 | Peru     | 1-1    | Argentina | [ 24 ]     |
| 29 de março de 2009    | Peru     | 1-3    | Chile     | [ 25 ]     |
| 7 de junho de 2009     | Peru     | 1-2    | Equador   | [ 26 ]     |
| 5 de setembro de 2009  | Peru     | 1-0    | Uruguai   | [ 27 ]     |

### Copa Libertadores
| Data                    | Mandante               | Placar                  | Visitante            |
| ----------------------- | ---------------------- | ----------------------- | -------------------- |
| 6 de fevereiro de 2001  | Universitario          | 0-2[carece de fontes?]  | Vélez Sarsfield      |
| 15 de março de 2001     | Universitario          | 1-2<[carece de fontes?] | Junior               |
| 20 de março de 2001     | Universitario          | 1-1[carece de fontes?]  | Rosario Central      |
| 18 de fevereiro de 2003 | Universitario          | 1-1[carece de fontes?]  | Racing               |
| 26 de março de 2003     | Universitario          | 2-0<[carece de fontes?] | Oriente Petrolero    |
| 16 de abril de 2003     | Universitario          | 2-2[carece de fontes?]  | Nacional             |
| 31 de janeiro de 2006   | Universitario          | 0-0[carece de fontes?]  | Nacional             |
| 16 de fevereiro de 2006 | Universitario          | 1-2[carece de fontes?]  | LDU                  |
| 7 de março de 2006      | Universitario          | 0-1[carece de fontes?]  | Vélez Sarsfield      |
| 18 de abril de 2006     | Universitario          | 1-1[carece de fontes?]  | Rocha                |
| 13 de fevereiro de 2008 | Universidad San Martín | 2-0[carece de fontes?]  | River Plate          |
| 26 de fevereiro de 2008 | Universidad San Martín | 0-1[carece de fontes?]  | Universidad Católica |
| 26 de março de 2008     | Universidad San Martín | 1-0[carece de fontes?]  | América              |
| 19 de fevereiro de 2009 | Universitario          | 1-0[carece de fontes?]  | San Lorenzo          |
| 5 de março de 2009      | Universidad San Martín | 2-1[carece de fontes?]  | River Plate          |
| 10 de março de 2009     | Universitario          | 0-0[carece de fontes?]  | San Luis             |
| 7 de abril de 2009      | Universitario          | 2-1[carece de fontes?]  | Libertad             |
| 17 de fevereiro de 2010 | Universitario          | 2-0[carece de fontes?]  | Lanús                |
| 25 de fevereiro de 2010 | Universitario          | 0-0[carece de fontes?]  | Libertad             |
| 6 de abril de 2010      | Universitario          | 0-0[carece de fontes?]  | Blooming             |
| 4 de maio de 2010       | Universitario          | 0-0[carece de fontes?]  | São Paulo            |

### Copa Sul-Americana
| Data                       | Mandante                         | Placar                     | Visitante                  |
| Copa Sul-Americana de 2005 | Copa Sul-Americana de 2005       | Copa Sul-Americana de 2005 | Copa Sul-Americana de 2005 |
| -------------------------- | -------------------------------- | -------------------------- | -------------------------- |
| 18 de agosto de 2005       | Universitario                    | 1-1                        | Alianza Atlético           |
| Copa Sul-Americana de 2006 |                                  |                            |                            |
| 31 de agosto de 2006       | Universidad San Martín           | 3-2                        | Coronel Bolognesi          |
| Copa Sul-Americana de 2007 |                                  |                            |                            |
| 9 de agosto de 2007        | Universitario                    | 0-1                        | Atlético Nacional          |
| Copa Sul-Americana de 2008 |                                  |                            |                            |
| 30 de julho de 2008        | Universitario                    | 0-0                        | Deportivo Quito            |
| Copa Sul-Americana de 2010 |                                  |                            |                            |
| 10 de agosto de 2010       | Universidad San Martín           | 2-1                        | Deportivo Quito            |
| 15 de setembro de 2010     | Universidad San Martín           | 2-1                        | Emelec                     |
| Copa Sul-Americana de 2011 |                                  |                            |                            |
| 14 de setembro de 2011     | Universitario                    | 2-0                        | Deportivo Anzoátegui       |
| Copa Sul-Americana de 2012 |                                  |                            |                            |
| 21 de agosto de 2012       | Universidad San Martín           | 1-1                        | Emelec                     |
| Copa Sul-Americana de 2015 |                                  |                            |                            |
| 15 de setembro de 2015     | Universitario                    | 0-1                        | Defensor Sporting          |
| Copa Sul-Americana de 2020 |                                  |                            |                            |
| 11 de fevereiro de 2020    | Atlético Grau                    | 1-2                        | River Plate                |
| Copa Sul-Americana de 2021 |                                  |                            |                            |
| 17 de março de 2021        | Universidad Técnica de Cajamarca | 0-1                        | Sport Huancayo             |
| 18 de março de 2021        | Carlos Mannucci                  | 1-2                        | FBC Melgar                 |

### Copa Merconorte
| Data                   | Mandante      | Placar | Visitante         |
| ---------------------- | ------------- | ------ | ----------------- |
| 10 de dezembro de 2000 | Universitario | 2-2    | Barcelona         |
| 13 de setembro de 2001 | Universitario | 0-0    | Emelec            |
| 19 de setembro de 2001 | Universitario | 2-0    | Blooming          |
| 10 de outubro de 2001  | Universitario | 2-1    | Atlético Nacional |

## Outros eventos
Eventos de destaque realizados estádio Monumental:
- RBD - Tour Generación RBD, 2006
- Avril Lavigne - The Black Star Tour, 2012
- Britney Spears - Femme Fatale Tour, 2011
- Miley Cyrus - Gypsy Heart Tour, 2011
- Black Eyed Peas - The E.N.D. World Tour, 2010
- Beyoncé Knowles - I Am... Tour, 2010
- Bryan Adams - South America Tour, 2008
- Roger Waters - The Dark Side of the Moon Live, 2007
- Alejandro Sanz - Tour El Tren de los Momentos, 2007
- Carlos Santana - All that I am Tour, 2006
- Juanes - Tour Mi Sangre, 2005
- Alanis Morissette - Feast on Scraps Tour, 2003

## Galeria de imagens

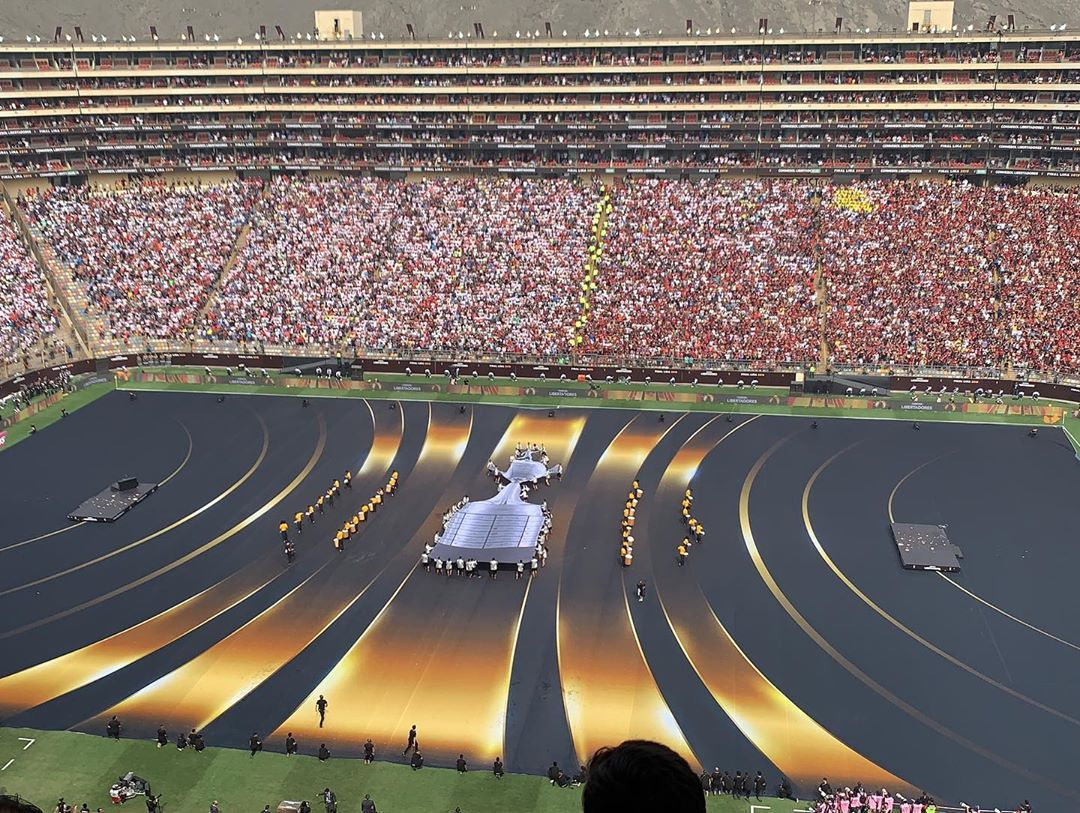
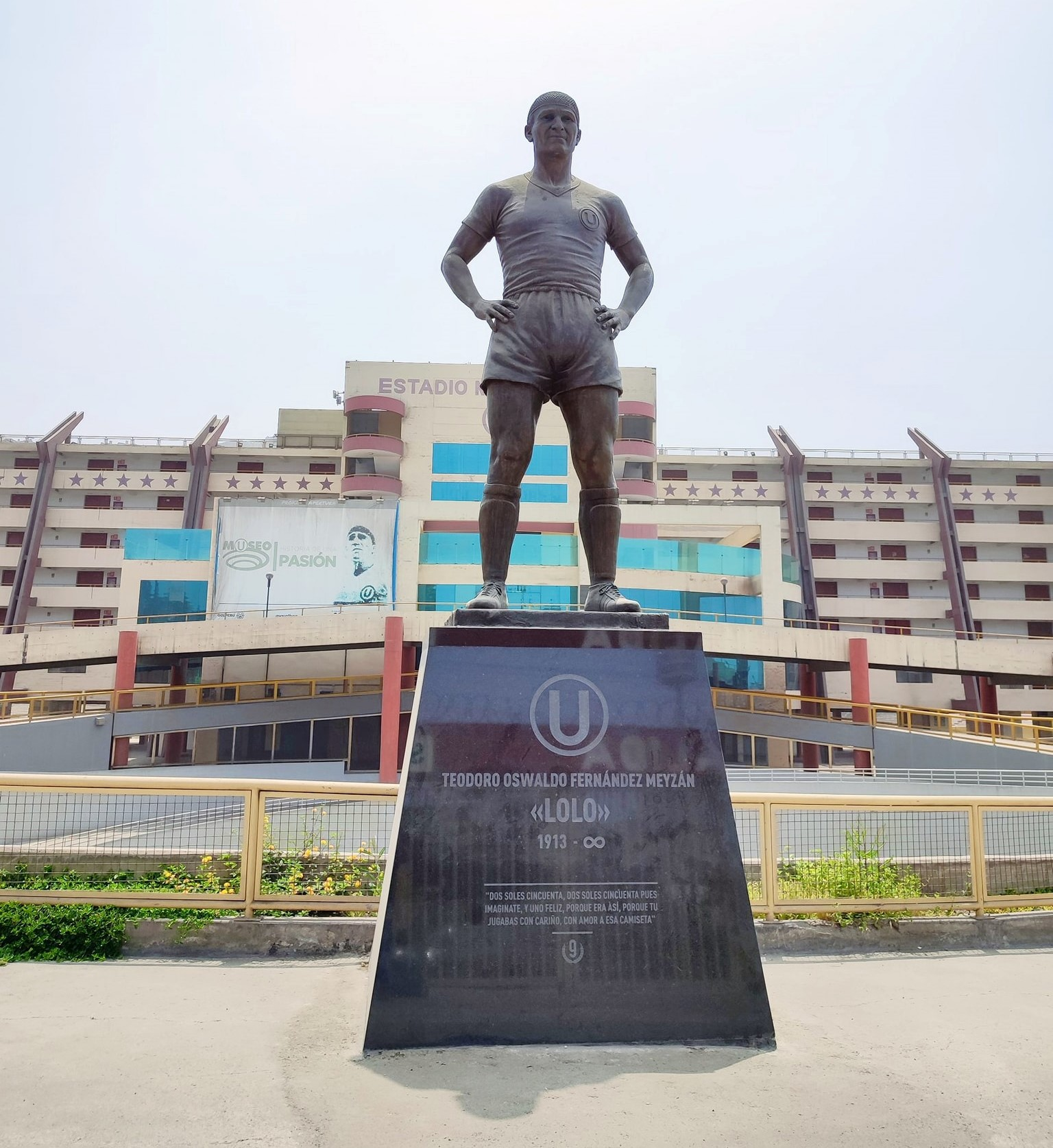
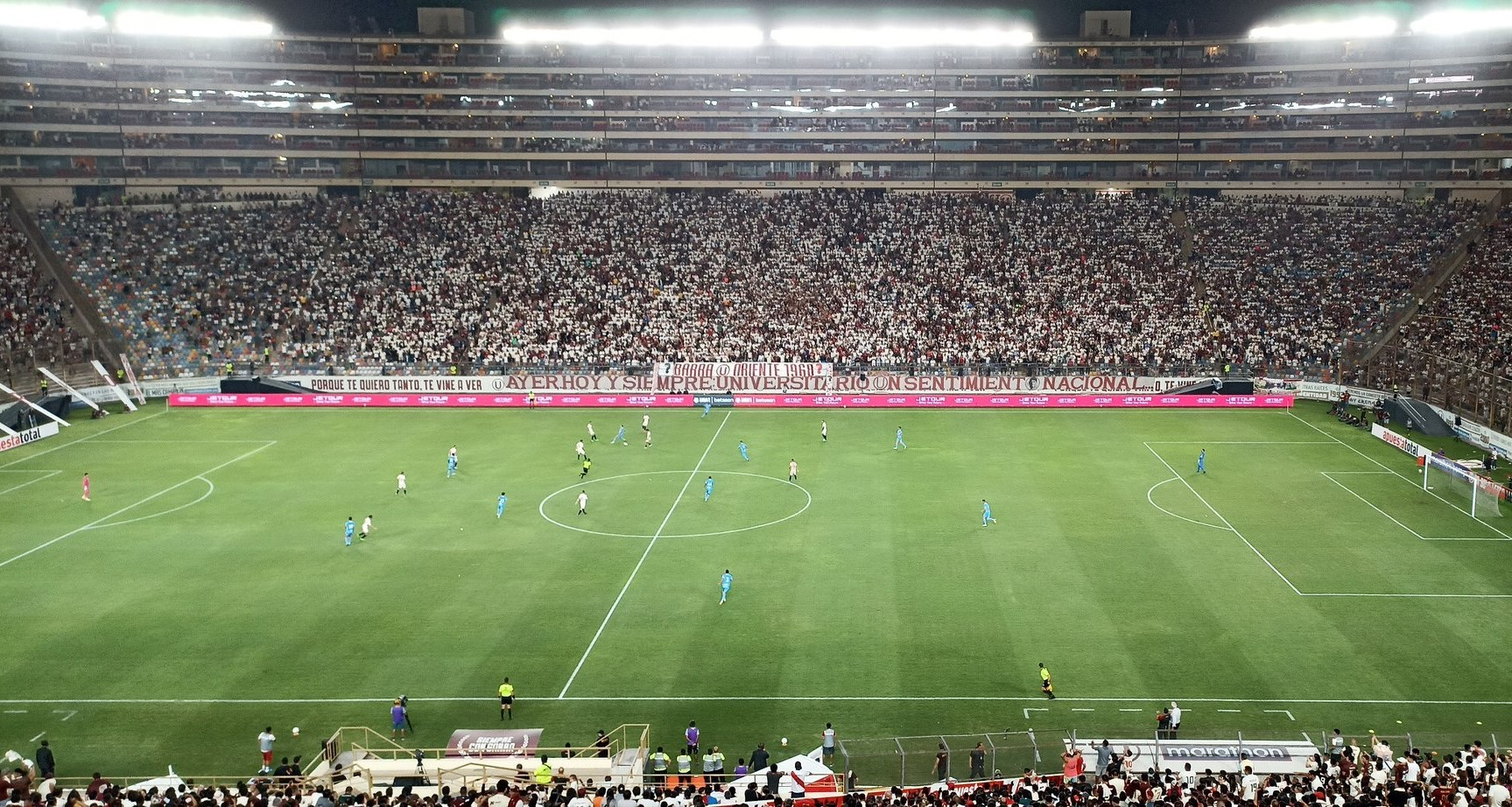
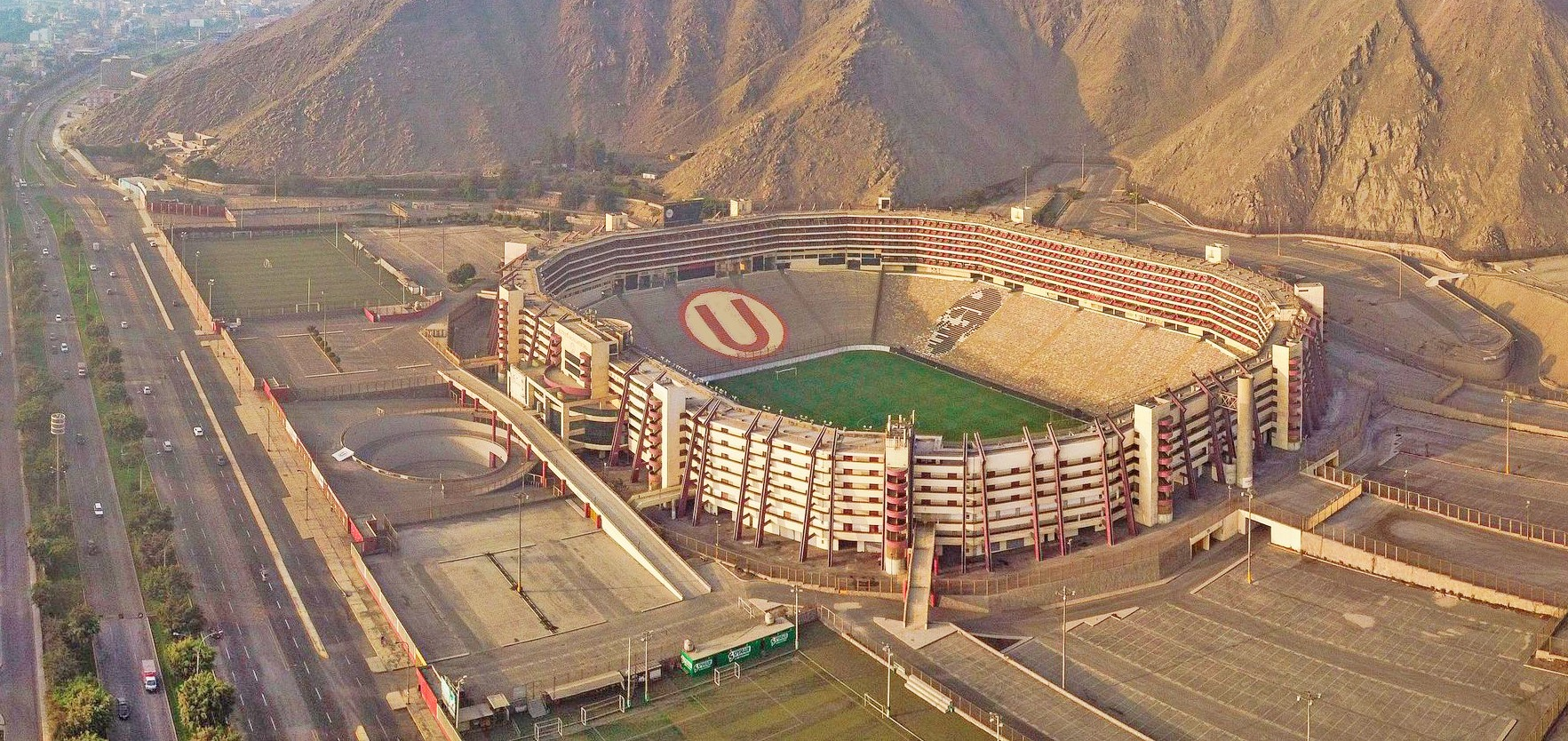